# Palazzo Senatorio
A Palazzo Senatorio vagy Szenátusi Palota híres palotaépület Rómában, a Capitoliumon, a Piazza del Campidoglion. Hozzátartozik ahhoz az épületcsoporthoz, melyet Michelangelo tervezett. A megbízást a tér kiépítésére V. Károly császár 1536. évi római látogatásának ürügyén kapta.
A 12. századtól állt már itt egy épület, melyet a római kori Tabulariumra emeltek, 1144-től a város igazgatási székhelye volt: a szenátus, az adminisztráció felelőse és az igazságszolgáltatás székhelyeként működött.
Michelangelo tervei nyomán a teret átalakították, ám halálakor az épületnek csupán alsó része volt készen, illetve a főemeletre vezető lépcső. Az építkezést Giacomo Della Porta majd  Girolamo Rainaldi fejezte be. Rainaldi a terven csupán annyiban módosított, hogy a második emelet alacsonyabb lett Michelangelo eredeti elképzeléseinél. A Szenátusi Palota végül 1605-ben készült el.
Az épület főszárnyához balról és jobbról két oldalszárny csatlakozik, mindkettő az eredeti tervek alapján jött létre, egyforma homlokzattal.

## Külső hivatkozások
- A Capitoliumi Múzeumok honlapja